# ISO 3166-2:HK
ISO 3166-2:HK é a entrada para Hong Kong no ISO 3166-2, parte  do padrão ISO 3166 publicado pela International Organization for Standardization (ISO), que define códigos para os nomes das principais subdivisões (por exemplo, províncias ou estados) de todos os países codificado em ISO 3166-1.
Atualmente não há códigos ISO 3166-2 definidos na entrada para Hong Kong.
Hong Kong, uma Região administrativa especial da China, é oficialmente atribuído o código ISO 3166-1 alfa-2 HK. Além disso, também é atribuído o código ISO 3166-2 CN-91 sob a entrada para China.